# Universal Graphics Adapter
Universal Graphics Adapter (ユニバーサル-グラフィック-アダプター)とは、グラフィック規格であるVGAにかわる規格としてマイクロソフトが2001年のWinHCEにて発表した規格である。